# Jimmy Herman
Jimmy Herman (25 de octubre de 1940 - 13 de septiembre de 2013) fue un actor de las Primeras Naciones que apareció en varias películas, incluyendo Dances with Wolves entre otros.
Nació en la reserva del lago frío en Alberta, Canadá. Su ascendencia tribal era Dene. En 1980 se trasladó a Edmonton para estudiar en el Programa de Comunicaciones Nativas de Grant MacEwan College. Allí recibió el Premio Malcolm Calliou por su ambición de éxito y para inspirar a otros pueblos aborígenes a hacer lo mismo. Después de su graduación de Grant MacEwan, aceptó el empleo con los nativos de la Consejería de Servicios de Alberta como asistente de medios de comunicación en el departamento de medios de comunicación. Durante este tiempo hizo algunos trabajos de narración para Native Counseling Services, radio ACCESS y el Consejo Nacional de Cine.